# Dirphia delta
Dirphia delta är en fjärilsart som beskrevs av Foetterle 1901. Dirphia delta ingår i släktet Dirphia och familjen påfågelsspinnare. Inga underarter finns listade i Catalogue of Life.